# Paul Faivre
Pour les articles homonymes, voir Faivre.
Paul Henri Faivre, né le 3 mars 1886 à Belfort et mort le 5 mars 1973 dans le 11e arrondissement de Paris, est un acteur français.

## Biographie
Paul Henri Faivre est né le 3 mars 1886 à Belfort.
Paul Faivre interprète des rôles de grand-père (Les Grandes Vacances, Le Grand Restaurant, Archimède le clochard, Les Vieux de la vieille, Une aussi longue absence…). Entre 1931 et 1967, il joue dans 180 films (vingt-huit d'entre eux sont réalisés par André Berthomieu).
Il meurt le 5 mars 1973 à Paris (11ème).

## Filmographie

### Cinéma

#### Années 1910
- 1911 : Le Courrier de Lyon ou L'Attaque de la malle-poste d'Albert Capellani

#### Années 1930
- 1931 : Une brune piquante de Serge de Poligny (Court métrage)
- 1931 : Octave de Louis Mercanton (Court métrage)
- 1932 : La Perle de René Guissart
- 1932 : Le Théâtre chez soi de Robert Bossis (Court métrage)
- 1932 : Cognasse de Louis Mercanton
- 1932 : Invite Monsieur à dîner de Claude Autant-Lara (Court métrage)
- 1932 : Le Baptême du petit Oscar de Jean Dréville (Moyen métrage)
- 1932 : Histoires de rire de Jean Boyer (Court métrage)
- 1933 : Ah ! Quelle gare ! de René Guissart : Torchu
- 1933 : Les Deux Canards d'Erich Schmidt
- 1934 : Minuit, place Pigalle de Roger Richebé
- 1935 : Jim la Houlette d'André Berthomieu : Le gardien de prison
- 1936 : Le Mort en fuite d'André Berthomieu : Le gardien
- 1936 : Messieurs les ronds-de-cuir d'Yves Mirande : Van der Hogen
- 1936 : La Dame de Vittel de Roger Goupillières : Cornillon
- 1937 : La Maison d'en face de Christian-Jaque : Maringot
- 1937 : Cinderella de Pierre Caron : Mataplan
- 1937 : François Premier de Christian-Jaque : Un seigneur
- 1937 : Orage de Marc Allégret : Le facteur
- 1937 : Le Porte-veine d'André Berthomieu : Le mari trompé
- 1938 : Vidocq de Jacques Daroy
- 1938 : Prisons de femmes de Roger Richebé
- 1938 : Métropolitain de Maurice Cam
- 1939 : Moulin rouge d'André Hugon : Le concierge
- 1939 : Les Musiciens du ciel de Georges Lacombe : Un clochard
- 1939 : Bach en correctionnelle de Henry Wulschleger : Le garde
- 1939 : Derrière la façade d'Yves Mirande et Georges Lacombe : Le concierge

#### Années 1940
- 1940 : Ils étaient cinq permissionnaires de Pierre Caron : Le jardinier
- 1941 : Premier rendez-vous d'Henri Decoin : Le garçon de café
- 1941 : Ce n'est pas moi de Jacques de Baroncelli
- 1942 : La Maison des sept jeunes filles d'Albert Valentin
- 1942 : Opéra-Musette de René Lefèvre et Claude Renoir : Un gendarme
- 1942 : Annette et la dame blonde de Jean Dréville : Le maire
- 1942 : La Femme que j'ai le plus aimée de Robert Vernay : Panouille
- 1942 : La Duchesse de Langeais de Jacques de Baroncelli : Auguste de Maulincour
- 1942 : Les Inconnus dans la maison d'Henri Decoin : L'agent
- 1942 : Fou d'amour de Paul Mesnier : Latulle
- 1942 : Mariage d'amour d'Henri Decoin : Le maire de 40 ans
- 1942 : Romance à trois de Roger Richebé : Le commissaire priseur
- 1943 : Monsieur des Lourdines de Pierre de Hérain : Célestin
- 1943 : Le Comte de Monte-Cristo de Robert Vernay : Emmanuel Brissard (dans la première époque Edmond Dantès)
- 1943 : Domino de Roger Richebé : Le voyageur
- 1943 : Graine au vent de Maurice Gleize
- 1943 : Le Secret de madame Clapain d'André Berthomieu : Miron
- 1944 : La Rabouilleuse de Fernand Rivers d'après le roman de Balzac
- 1944 : Le Cavalier noir de Gilles Grangier : Le meunier
- 1944 : Farandole d'André Zwobada
- 1944 : Florence est folle de Georges Lacombe : Pierre Benoit
- 1945 : Le Bataillon du ciel d'Alexandre Esway : Emile
- 1945 : Boule de Suif de Christian-Jaque : Poitevin
- 1945 : Le Capitan de Robert Vernay : L'aubergiste
- 1945 : Cyrano de Bergerac  de Fernand Rivers d'après Edmond Rostand
- 1945 : Impasse de Pierre Dard
- 1945 : L'Insaisissable Frédéric de Richard Pottier : L'éditeur
- 1945 : J'ai dix-sept ans d'André Berthomieu
- 1945 : Jéricho d'Henri Calef
- 1945 : Les Malheurs de Sophie de Jacqueline Audry : Le contrôleur
- 1946 : Le Pays sans étoiles de Georges Lacombe : Le paysan
- 1946 : Le Dernier Sou d'André Cayatte : Mr Sauvel
- 1946 : L'Amour autour de la maison de Pierre de Hérain : Albert
- 1946 : Amour, Délices et Orgues d'André Berthomieu : Saturnin
- 1946 : Le Bateau à soupe de Maurice Gleize
- 1946 : Fantomas de Jean Sacha : Le chauffeur
- 1946 : Gringalet d'André Berthomieu : Emile
- 1946 : La Maison sous la mer d'Henri Calef : Maresquier
- 1946 : Martin Roumagnac de Georges Lacombe : L'acheteur
- 1946 : Pas si bête d'André Berthomieu : Maître Perrot, le notaire
- 1946 : La Revanche de Roger la Honte d'André Cayatte
- 1946 : Le silence est d'or de René Clair : Le cocher
- 1946 : Gonzague de René Delacroix
- 1947 : Rendez-vous à Paris de Gilles Grangier : Mr Dumas
- 1947 : Miroir de Raymond Lamy : L'abbé Viegeard
- 1947 : Blanc comme neige d'André Berthomieu : Paul
- 1947 : Par la fenêtre de Gilles Grangier : Mr Laforest
- 1947 : Carré de valets d'André Berthomieu : Le président du tribunal
- 1947 : Le Dessous des cartes d'André Cayatte : Le maire
- 1947 : L'Éventail ou L'île aux nuages d'Emile-Edwin Reinert : Le médecin
- 1947 : Fort de la solitude ou "Ras-El-Gua", "Poste sud" de Robert Vernay : Le chef de la poste
- 1947 : Monsieur Vincent de Maurice Cloche : Le sacristain
- 1948 : Les Dernières Vacances de Roger Leenhardt : Mr Belval
- 1948 : La Veuve et l'Innocent d'André Cerf : Le procureur
- 1948 : Le Sorcier du ciel de Marcel Blistène : L'abbé Toccanier
- 1948 : Le Bal des pompiers d'André Berthomieu : Mr Berton
- 1948 : L'Ombre d'André Berthomieu : Mr Veyrac
- 1949 : Tous les deux de Louis Cuny : Le patron de l'auberge
- 1949 : Fantômas contre Fantômas de Robert Vernay : L'huissier
- 1949 : Le Cœur sur la main d'André Berthomieu : Le curé
- 1949 : Le Roi Pandore d'André Berthomieu : Le maire
- 1949 : La Soif des hommes de Serge de Poligny : Mr Broussot
- 1949 : La Souricière d'Henri Calef : Un juge
- 1949 : Les Nouveaux Maîtres de Paul Nivoix
- 1949 : Monseigneur de Roger Richebé : Le général
- 1949 : Drame au Vel'd'Hiv' de Maurice Cam : Mr Fernand
- 1949 : Au royaume des cieux de Julien Duvivier : Un gendarme
- 1949 : La Femme nue d'André Berthomieu : Le père Louis

#### Années 1950
- 1950 : Le Roi des camelots d'André Berthomieu : Le secrétaire
- 1950 : Mademoiselle Josette, ma femme d'André Berthomieu : Urbain
- 1950 : Pigalle-Saint-Germain-des-Prés d'André Berthomieu : L'oncle Jules
- 1950 : Les Amants de bras-mort de Marcello Pagliero : Un agent
- 1950 : La Belle Image de Claude Heymann : L'employé de bureau
- 1950 : Les Joyeux Pèlerins d'Alfred Pasquali : Le chirurgien
- 1950 : Justice est faite d'André Cayatte : Le patron du "Roi-Soleil"
- 1950 : Quai de Grenelle d'Emile-Edwin Reinert : Le receveur
- 1950 : Sans laisser d'adresse de Jean-Paul Le Chanois : Le délégué syndical
- 1950 : Souvenirs perdus de Christian-Jaque : Le chauffeur
- 1951 : Knock de Guy Lefranc : Mr Michalon, le maire
- 1951 : Les sept péchés capitaux de Carlo Rim : Un joueur de cartes dans le sketch : La Gourmandise
- 1951 : Chacun son tour d'André Berthomieu : Mr Dubourg
- 1951 : Jamais deux sans trois d'André Berthomieu
- 1951 : Ma femme est formidable d'André Hunebelle : Le chauffeur de taxi
- 1951 : La Maison Bonnadieu de Carlo Rim
- 1951 : Agence matrimoniale de Jean-Paul Le Chanois : Le maire
- 1952 : Monsieur Leguignon lampiste de Maurice Labro : Le chef lampiste
- 1952 : La Maison dans la dune de Georges Lampin : L'oncle de Pascaline
- 1952 : Elle et moi de Guy Lefranc : L'oncle de province
- 1952 : Le Plus Heureux des hommes d'Yves Ciampi : Le juge d'instruction
- 1952 : Nous sommes tous des assassins d'André Cayatte : Biribi
- 1952 : Monsieur Taxi d'André Hunebelle : Un chauffeur
- 1952 : Mon mari est merveilleux d'André Hunebelle : Le rédacteur en chef
- 1952 : La Fugue de monsieur Perle de Roger Richebé : Le cafetier
- 1952 : La Forêt de l'adieu de Ralph Habib : Le médecin
- 1952 : C'est arrivé à Paris d'Henri Lavorel et John Berry : Le turfiste
- 1952 : Les Belles de nuit de René Clair : L'huissier
- 1952 : Violettes impériales de Richard Pottier : L'aubergiste
- 1953 : Belle Mentalité ! d'André Berthomieu : Le père Bouvalet
- 1953 : Le Dernier Robin des Bois d'André Berthomieu : Gustave
- 1953 : Capitaine Pantoufle de Guy Lefranc : Mr Chardunet, le caissier
- 1953 : Le Défroqué de Léo Joannon : L'évêque
- 1953 : La neige était sale de Luis Saslavsky : Le concierge
- 1953 : Le Portrait de son père d'André Berthomieu : Le notaire
- 1953 : Mam'zelle Nitouche d'Yves Allégret : Le cocher
- 1954 : L'Œil en coulisses d'André Berthomieu : Mr Leloup
- 1954 : Avant le déluge d'André Cayatte : Eugène
- 1954 : Le Rouge et le Noir de Claude Autant-Lara
- 1954 : La Belle Otero de Richard Pottier : Le cocher
- 1954 : Dix-huit heures d'escale de René Jolivet : Le docteur
- 1954 : Leguignon guérisseur de Maurice Labro : Le gardien chef
- 1954 : Secrets d'alcôve de Jean Delannoy
- 1954 : Poisson d'avril de Gilles Grangier : Le cafetier
- 1955 : La Belle et le Clochard : Jock (voix)
- 1955 : Les deux font la paire d'André Berthomieu : Le gardien
- 1955 : Les Aristocrates de Denys de La Patellière
- 1955 : Chantage de Guy Lefranc : Le patron du café
- 1955 : Le Dossier noir d'André Cayatte : Le bistrot
- 1955 : Les Grandes Manœuvres de René Clair : Le patron de la pension
- 1955 : Marie-Antoinette reine de France de Jean Delannoy : Un bourgeois
- 1955 : Les Possédées de Charles Brabant : Edouardo
- 1955 : Treize à table d'André Hunebelle : M. Dupaillon
- 1955 : Les Duraton d'André Berthomieu : Le président du tribunal
- 1955 : Papa, maman, ma femme et moi de Jean-Paul Le Chanois : Le curé
- 1956 : Le Septième Commandement de Raymond Bernard : Gabriel, le jardinier
- 1956 : Le Sang à la tête de Gilles Grangier : M. Cardinaud, père
- 1956 : La Joyeuse Prison d'André Berthomieu : Fikasse
- 1956 : Et Dieu… créa la femme de Roger Vadim : M. Morin
- 1956 : Le Chanteur de Mexico de Richard Pottier : Le cousin Bidache
- 1956 : La Route joyeuse (The happy road) de Gene Kelly : Un officier
- 1956 : Fernand cow-boy de Guy Lefranc : Un serveur
- 1957 : Le Désert de Pigalle de Léo Joannon : L'aumônier
- 1957 : Le désir mène les hommes de Mick Roussel : L'employé de M. Jourdans
- 1957 : L'Étrange Monsieur Steve de Raymond Bailly : Un client
- 1957 : Les Louves de Luis Saslavsky : Le médecin
- 1957 : Mimi Pinson de Robert Darène : Le gardien
- 1957 : Ni vu... ni connu... de Yves Robert : Victor, le gardien-chef de la prison
- 1957 : Porte des Lilas de René Clair : Le marchand de postes de radio
- 1957 : Pot-Bouille de Julien Duvivier : Un cocher
- 1958 : Les Misérables de Jean-Paul Le Chanois : Le cocher de M. Gillenormand
- 1958 : Sacrée Jeunesse d'André Berthomieu : L'abbé
- 1958 : Archimède le clochard de Gilles Grangier : Le clochard aux ballons
- 1959 : Vers l'extase de René Wheeler

#### Années 1960
- 1960 : Une aussi longue absence d'Henri Colpi : Le retraité
- 1960 : Les Vieux de la vieille de Gilles Grangier : Léon, un consommateur
- 1961 : L'assassin est dans l'annuaire ou "Cet imbécile de Rimoldi"  de Léo Joannon : Le patron du café
- 1961 : Les Livreurs de Jean Girault : Mr Lenoise
- 1961 : Le Cave se rebiffe de Gilles Grangier : Le concierge
- 1961 : Par-dessus le mur de Jean-Paul Le Chanois : Un voisin
- 1962 : Du mouron pour les petits oiseaux de Marcel Carné
- 1962 : Le Gentleman d'Epsom ou "Les grands seigneurs" de Gilles Grangier : Le vendeur de tickets P.M.U.
- 1962 : Un clair de lune à Maubeuge de Jean Chérasse : Un turfiste
- 1963 : L'Honorable Stanislas, agent secret de Jean-Charles Dudrumet : Le chauffeur de taxi
- 1964 : Jean-Marc ou la Vie conjugale d'André Cayatte : Un médecin
- 1964 : Françoise ou la Vie conjugale d'André Cayatte : Un médecin
- 1964 : Monsieur de Jean-Paul Le Chanois : Le curé
- 1966 : Le Jardinier d'Argenteuil de Jean-Paul Le Chanois : Le cafetier
- 1966 : Le Grand Restaurant de Jacques Besnard : Le monsieur taché
- 1966 : Trois enfants dans le désordre de Léo Joannon : Le patron du café
- 1966 : Le Roi de cœur de Philippe de Broca : Le coiffeur
- 1967 : Les Grandes Vacances de Jean Girault : Le propriétaire du poulailler

## Théâtre
- 1930 : Arsène Lupin banquier, opérette, livret Yves Mirande, couplets Albert Willemetz, compositeur Marcel Lattes d'après Maurice Leblanc, Théâtre des Bouffes-Parisiens
- 1951 : Je l'aimais trop de Jean Guitton, mise en scène Christian-Gérard, Théâtre Saint-Georges
- 1953 : Je l'aimais trop de Jean Guitton, mise en scène Christian-Gérard, Théâtre des Célestins
- 1953 : Frère Jacques d'André Gillois, mise en scène Fernand Ledoux, Théâtre des Variétés
- 1957-1958 : La Mamma de André Roussin, mise en scène de l'auteur, Théâtre de la Madeleine
- 1959 : Mon père avait raison de Sacha Guitry, mise en scène André Roussin, Théâtre de la Madeleine
- 1960 : Mon père avait raison de Sacha Guitry, mise en scène André Roussin, Théâtre des Célestins
- 1962 : N'écoutez pas Mesdames de Sacha Guitry, mise en scène Jacques Mauclair, Théâtre de la Madeleine